# Contrat de mandat
Ne doit pas être confondu avec Mandat en droit pénal suisse.
Le mandat  ou la procuration est un contrat par lequel une personne, appelée mandant, donne à une autre personne, le mandataire, le pouvoir de faire un ou des actes juridiques en son nom et pour son compte.

## En droit français
- Contrat de mandat en France

## En droit québécois
En droit québécois, le contrat de mandat est un contrat nommé à l'article 2130 du Code civil du Québec. 
« Le mandat est le contrat par lequel une personne, le mandant, donne le pouvoir de la représenter dans l'accomplissement d'un acte juridique avec un tiers, à une autre personne, le mandataire qui, par le fait de son acceptation, s'oblige à l'exercer. »